# Karlskrona radio
Karlskrona radio var en svensk kustradiostation, ägd av marinen, som i nästan 100 år möjliggjort radiokommunikation med flottans fartyg och nästan lika länge haft en viktig roll i civil radiokommunikation och sjöräddning i södra Östersjön. Stationen har nu utvecklats till att vara en viktig del i Marinens radio. 

## Stationens historia

### Inledande experiment och tester
De första fartyg som utrustades med trådlösa telegrafapparater var italienska och brittiska krigsfartyg. År 1897 utförde italienaren Guglielmo Marconi experiment med hjälp av två italienska krigsfartyg utanför La Spezia. Telegraferingssträckan blev cirka 22 km.

Även i Sverige var flottan först ut med nya tekniken. Efter att ha följt utvecklingen av radio i europeiska örlogsflottor och gjort egna experiment 1899-1900, inköpte svenska marinen 4 st gnistsändare för långvåg år 1901, som monterades på pansarbåtarna Thor, Oden, Niord samt torpedkryssaren Claes Uggla. Efter lyckade försök och ytterligare fartygsinstallationer så restes krav på möjlighet att kommunicera mellan fartyg och land.
I juli 1902 skedde försök med radiokommunikation mellan Kungsholms fort i Karlskrona och pansarbåtarna Göta, Dristigheten och Oden på avstånd av cirka 6 km.

Tillsammans med marinens experimentstationer vid Oskar-Fredriksborg och Fårösund genomfördes räckviddstester och förbättringar av sändare och antenner under Kungliga Marinförvaltningen (KMF) Torpedbyrås ledning. Först 1907 började Kungliga Telegrafstyrelsen att planera för egna civila stationer. Då experimentstationen "Kungsholms gniststation" med anropssignal GK ute på Kungsholms fort började anses mindre lämplig, startade planeringen för en ny permanent station på Lindholmen inne på Karlskrona Örlogsbas.

### Start på Lindholmen
Efter att stationshus och master uppförts öppnade "Karlskrona Gniststation" med anropssignal GSK för trafik mot flottans fartyg 24 maj 1909. Gnistsändaren var på 8 kW uteffekt, frekvens 500 kHz och räckvidd cirka 30 mil. Den 15 juli 1910 blev stationen Sveriges första trådlösa telegrafstation som även var tillgänglig för allmän civil telegramtrafik, och den 1 april 1913 Sveriges första internationella kustradiostation, med anropssignalen SAA. År 1911 moderniserades stationen bland annat med en ny generation gnistsändare, och stationen öppnade igen 2 december 1911. Detta var troligen enda gången som stationen varit stängd på 100 år. Strax efter första världskriget skedde inköp och experiment med utrustning försedd med elektronrör, och en 2 kW rörsändare från Svenska Radiobolaget (SRA) driftsattes 1924.
Även rörbestyckade mottagare installerades, vilket medgav både telegrafi och telefoni. Från 1922 var stationens officiella namn "Karlskrona radio".

### Flytt till Nötholmen
Då stationen i slutet av 1930-talet ansågs behöva ett bättre skydd än befintliga träbyggnader, började sökandet efter en bättre stationsplats. Krigsutbrottet 1939  påskyndade arbetet, och ön Nötholmen utanför Nättraby valdes. År 1941 flyttade stationen till nya lokalerna i bergrum, och under andra världskriget kunde man från Karlskrona radio följa radiotrafiken från de stridande parterna i närområdet. Efter kriget beordrade svenska regeringen stationen att sköta telegramtrafiken till Polen, Östtyskland och Sovjet eftersom telefonlinjer m.m förstörts. Detta skedde via kustradiostationen i Gdynia.

### Sjöräddning
Från att ha deltagit frivilligt i sjöräddning, blev efter en överenskommelse mellan Sjöräddningssällskapet och Telegrafverket 1947 om sjöräddning i fredstid, Karlskrona radio tillsammans med Tingstäde radio officiell sjöräddningscentral, där Karlskrona radio ansvarade för sträckan Oskarshamn–Falsterbo fram till 1977, då man blev understation till Stockholmradio och slutligen upphörde med uppgiften 1995.

### Ny teknik och flyttningar
I början av 1950-talet startade försök med dubbelriktad radiofjärrskrift. År 1963 flyttades stora delar av stationen till ett bergrum gemensamt med den marina ledningen i Karlskrona. Här fanns också ny utrustning, bland annat en 10 kW kortvågssändare. Då lokaliseringen i "berget" drog stora kostnader, samtidigt som sjöbevakningscentralerna också hade stort behov av radiokommunikation bland annat på grund av nya sjöbevakningssystemet STINA, föddes tanken på en samlokalisering. Efter studier, prototypinstallationer med mera i projektet KRA-80 i början på 1980-talet, skedde invigning av nya Karlskrona radios lokaler i Örlogshamnen den 14 september 1983.

Under första hälften av 1980-talet skedde en omfattande upprustning av marinledningens tidigare bergrum, bland annat skydd mot Elektromagnetisk puls (EMP), och 1989 flyttade Karlskrona radio tillbaka till "berget" men nu lokalmässigt integrerade med Sjöbevakningscentralen. 1988 installerades nya logperiodiska riktbara antenner som fungerade mycket bra under följande år vid långdistanskommunikation med FN-trupp och flottans långresefartyg. I mitten på 1990-talet installerades ett PC-baserat fjärrmanöversystem, kallat PC MIND, för fjärrstyrning av marina sändar- och mottagarutrustningar även på andra platser i Sverige.

### Marinens radio (MaRa)
Som resultat av ett beslut 2001 om att kunna driva alla marinens kustradiostationer från antingen Karlskrona eller Muskö med gemensam personalresurs, bildades Marinens Radio (MaRa) den 15 april 2002. Den 1 maj 2003 upphörde Karlskrona radio med civil och kommersiell service. Anropssignalen SAA finns därefter bara kvar vid sambandsstöd till Försvarsmaktens internationella insatser. De två huvudanläggningarna i Marinens radio har därefter bemannats växelvis ett halvår i taget, och gett stöd till marina insatser utomlands bland annat ML01 utanför Libanon, med skärpta krav på stöd via kortvågsradio dygnet runt. År 2007 deltog Marinens radio i övningen Northern Coast vilket var första internationella radiostationsövningen med internationella kryptosystem, mellan Marinens radio och militära radiostationer i Glücksburg och Århus.
Det kommande kommunikationssystemet HF2000 gör att marinens framtida radiokommunikation även blir ett försvarsmaktsgemensamt system, med möjlighet till stöd för till exempel flygvapnets Herculesplan, eller arméförband utrustade med kortvågsradio. Samtidigt skedde en översyn av sändare och antenner. Långvågssändarna till ubåtar anpassades till internationell standard, och sedan oktober 2008 har ubåtssambandet som sista användare av telegrafi i försvaret, lämnat denna teknik.

Under perioden 2008–2015 skedde en samlokalisering av marinens ledningsresurser till en plats, i samverkan med flygvapnet. Förutom omlokalisering av Marinens radio till en enda, ännu (sommaren 2010) inte fastställd plats, pågår utveckling av en rörlig MaRa, det vill säga ett radiostationssystem uppbyggt med containers.